# Vachellia erioloba
Vachellia erioloba o Acacia erioloba, comúnmente conocida como espina de camello (kameeldoring en afrikáans) o espina de jirafa, o gáa, es una acacia espinosa nativa de las zonas áridas del sur de África - el Transvaal, oeste del Estado Libre, norte de la Provincia del Cabo, Botsuana, Namibia. 

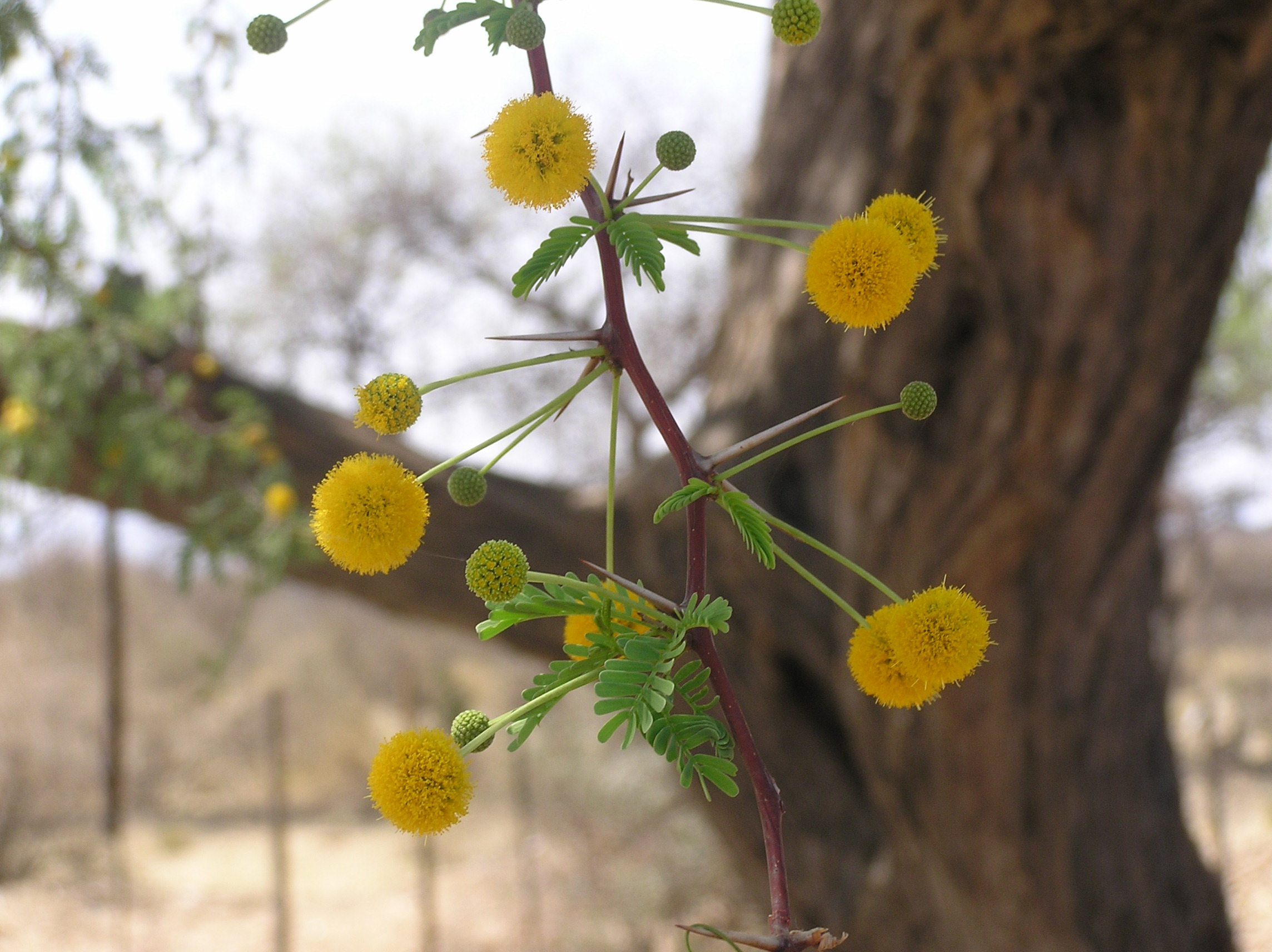
Inflorescencia

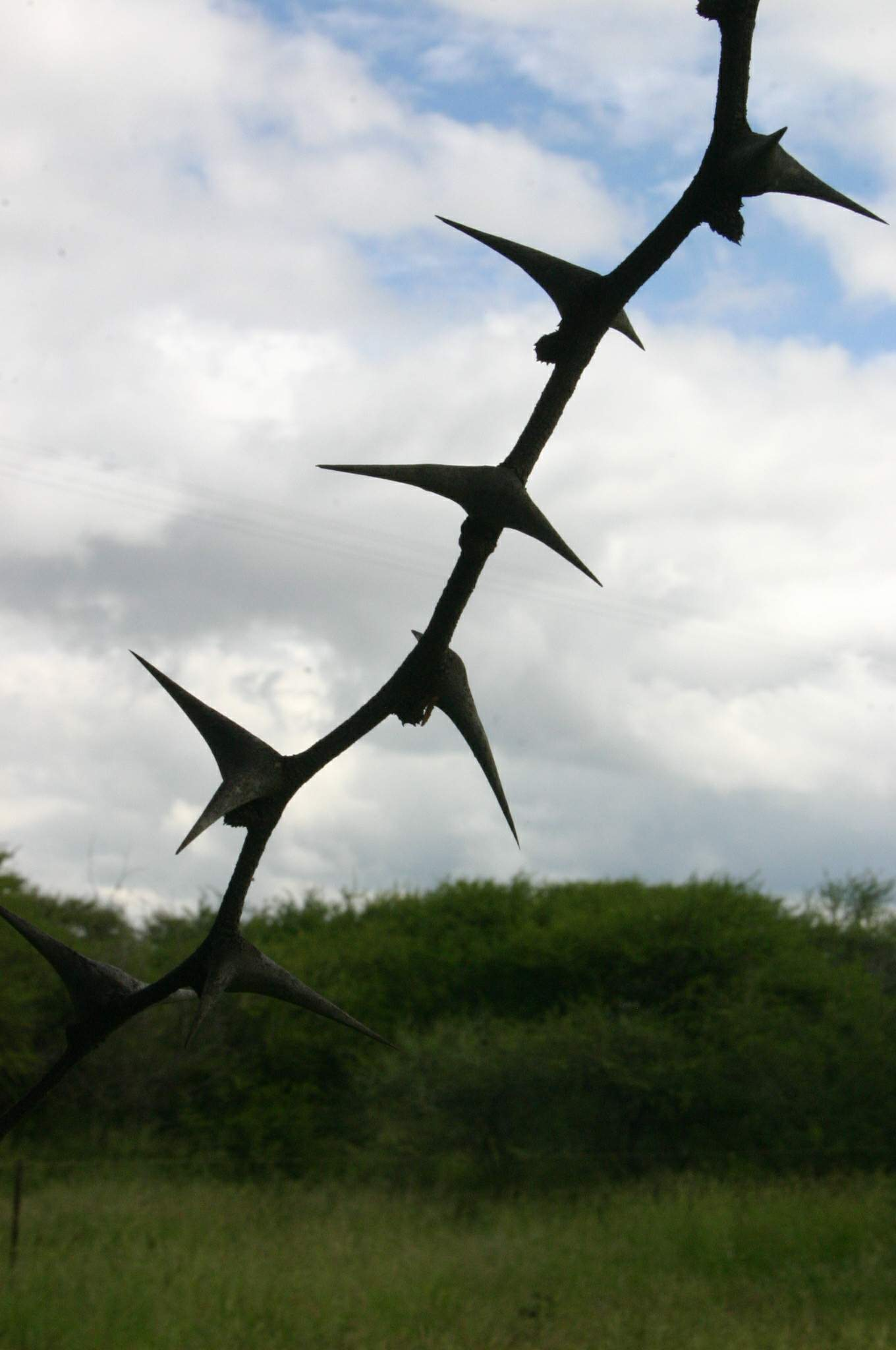
Detalle de las espinas

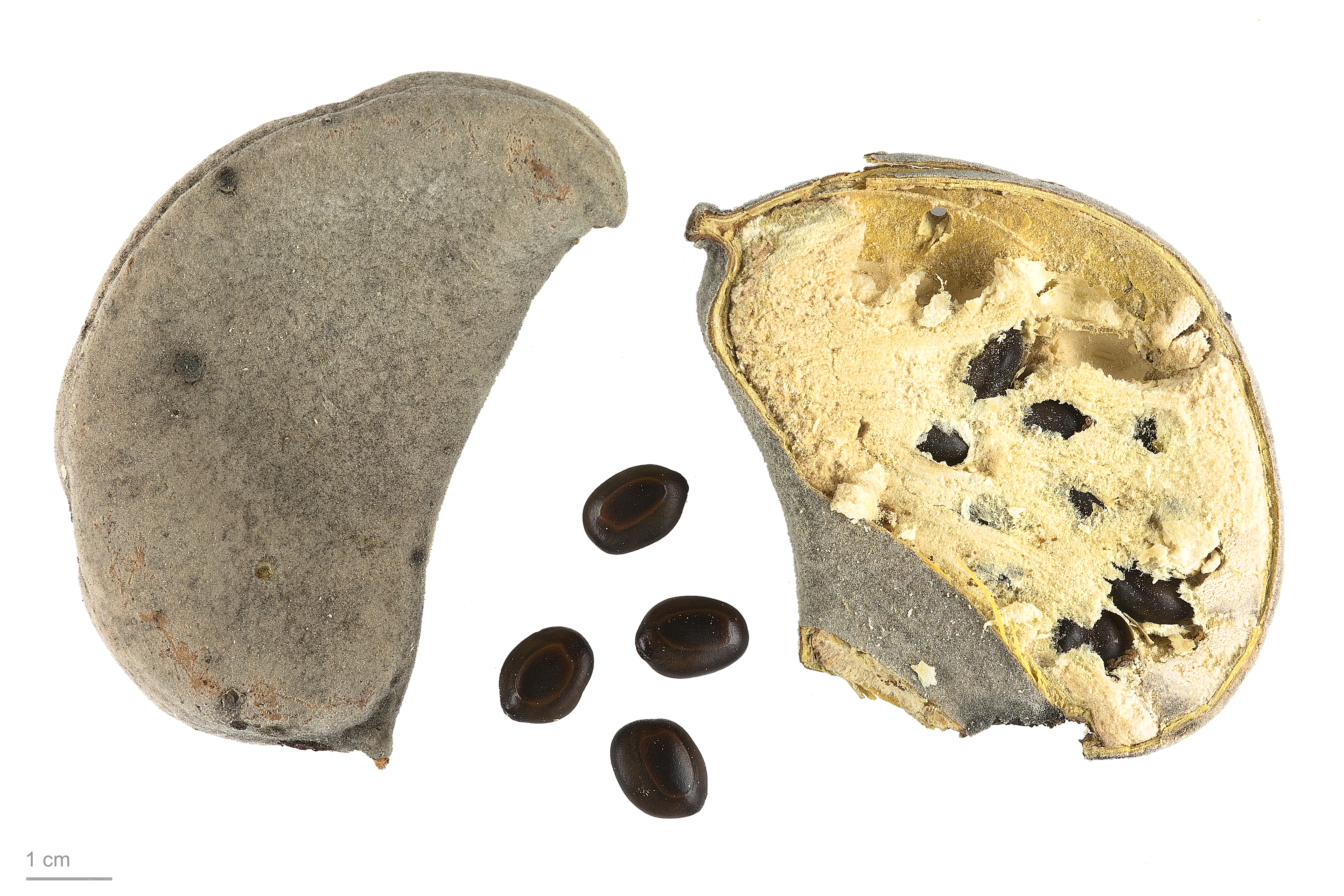
Vachellia erioloba - MHNT

## Descripción
Crece hasta 17 m de altura. Fue descrita por William J. Burchell, sin embargo ya Jacobus Coetse la había nombrado en 1760, 50 años antes.
Uno de sus nombres es en referencia a que la jirafa (kameelperd en afrikáans) comúnmente pasta en sus suculentas hojas difíciles de agarrar, que normalmente están fuera del alcance de animales más bajos. La jirafa lo hace con todas las acacias; posee lengua y labios especialmente adaptados para arrimarse a esta especie espinosa. Esta acacia tiene frutos alargados vainas, que al caer al piso son comidos por muchas especies de herbívoros, incluyendo bovinos. 

## Usos
La madera es rojo pardo muy oscura y extremadamente densa y fuerte. Desafortunadamente, combustiona demasiado bien, conduciendo cuando hay fuego en las sabanas a matar y clarear mucho parque y también matando plantas sanas. De muy lento crecimiento, resiste sequía y es pobre en resistencia a heladas.
De acuerdo a una superstición, los relámpagos alcanzan a A. erioloba más que a otros. Sus semillas tostadas son un sustituto del grano de café.

## Taxonomía
Vachellia erioloba fue descrita por Ernst Heinrich Friedrich Meyer como Acacia erioloba y publicado en Commentariorum de Plantis Africae Australioris 1: 171. 1836.
Ante las evidencia evidencias de que el género Acacia era polifilético, a partir de 2005, esta especia fue incluida en el género Vachellia John Edwin Ebinger y David Stanley Seigler, descrito por Wight & Arn. y publicado en Prodromus Florae Peninsulae Indiae Orientalis 1: 272. 1834. La descripción actualizada fue publicada por P.J.H. Hurter en Mabberley's Plant-Book 1021, el 1 de mayo de 2008.
erioloba: epíteto latino que significa "con lobulos lanosos".
Sinonimia
- Acacia erioloba E.Mey.
- Acacia giraffae sensu auct.
- Acacia giraffae Willd.